# بير كريستيان داهل
بير كريستيان داهل (بالنرويجية البوكمول: Per Kristian Dahl)‏ هو سياسي نرويجي، ولد في 18 نوفمبر 1960. حزبياً، نشط في حزب العمال. وقد انتخب عمدة هالدن (2003 – 2011) وانتخب نائب عضو برلمان النرويج ‏.